# Visutý most

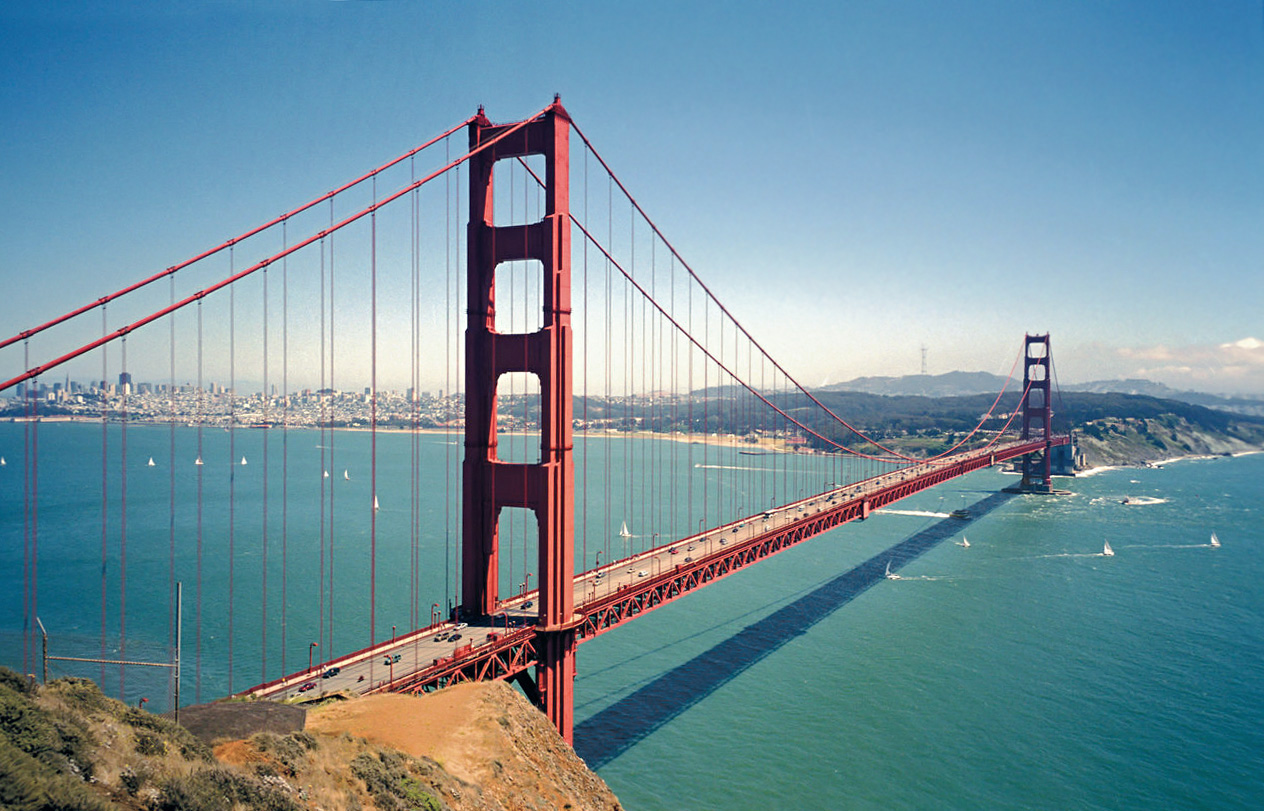
Golden Gate blízko San Francisca, nejslavnější visutý most světa

Popis částí visutého mostu

Visutý most je typ mostu, jehož konstrukční systém je založen na volně visícím laně s pevně zajištěnými nehybnými konci. Hlavní nosný systém visutých mostů musí vždy tvořit materiály odolávající tahovým napětím, která jsou u těchto mostů dominantní. Obecně existují dvě základní skupiny visutých mostů, a to jednoduchý visutý most (mostovka je přímo upevněna k nosným lanům) a visutý most se zavěšenou mostovkou (mostovka na laně zavěšena pomocí svislých prvků).
Ze všech konstrukčních typů mostů umožňují visuté mosty překonat největší rozpětí. Visutý most se liší od zavěšeného mostu, kde je použita soustava nosných lan upevněných přímo do pevných bodů. Existují hybridní mosty, které kombinují konstrukční principy visutého a zavěšeného mostu (např. Brooklynský most, most sultána Selima I. Hrozného přes Bospor).

## Jednoduchý visutý most

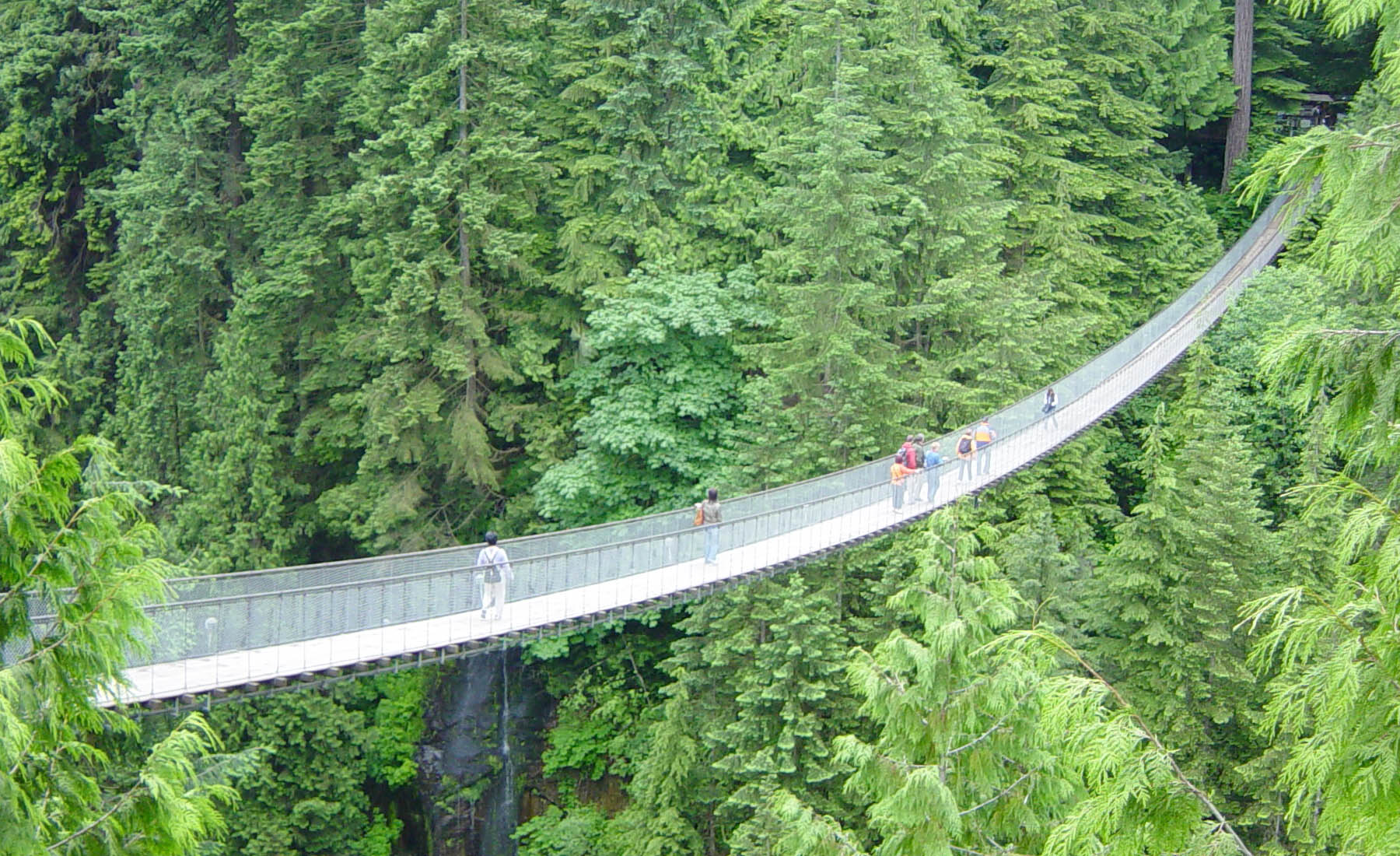
Jednoduchý visutý most přes řeku Capilano, Britská Kolumbie, Kanada

Nosný systém jednoduchého visutého mostu geometricky kopíruje mostovku (případně nosný systém přímo tuto mostovku tvoří), oba přitom mají tvar oblouku s vrcholem směřujícím dolů.
Konce nosného systému jsou obvykle umístěny na vyvýšených místech, polohově umístěných naproti sobě např. přes údolí či řeku. Kvůli vydutosti mostovky je tento most špatně použitelný pro moderní dopravu tvořenou kolovými vozidly a uplatní se proto hlavně pro pěší provoz. Byl využíván již ve starověku, jeho nosný systém tvořila lana, případně vhodné rostlinné stonky (např. vinná réva). V hornaté incké říši, která nikdy neobjevila pro praktické užití kolo a ve které fungovala pouze pěší doprava (náklady byly přenášeny hospodářskými zvířaty), se stavěly lanové visuté mosty, jejichž lana byla vyráběna ze zvláštního druhu trávy.
Jednoduché visuté mosty se stavějí dodnes a to jak klasické lanové mosty a lávky (jako nosný materiál se dnes nejčastěji používá ocelové lano), tak moderní modifikace využívající například předpjatý beton (předpjaté kabely umístěné v subtilních betonových pásech, tzv. předpjaté visuté pásy) a další moderní materiály, stavební postupy a technologie.

## Visutý most se zavěšenou mostovkou

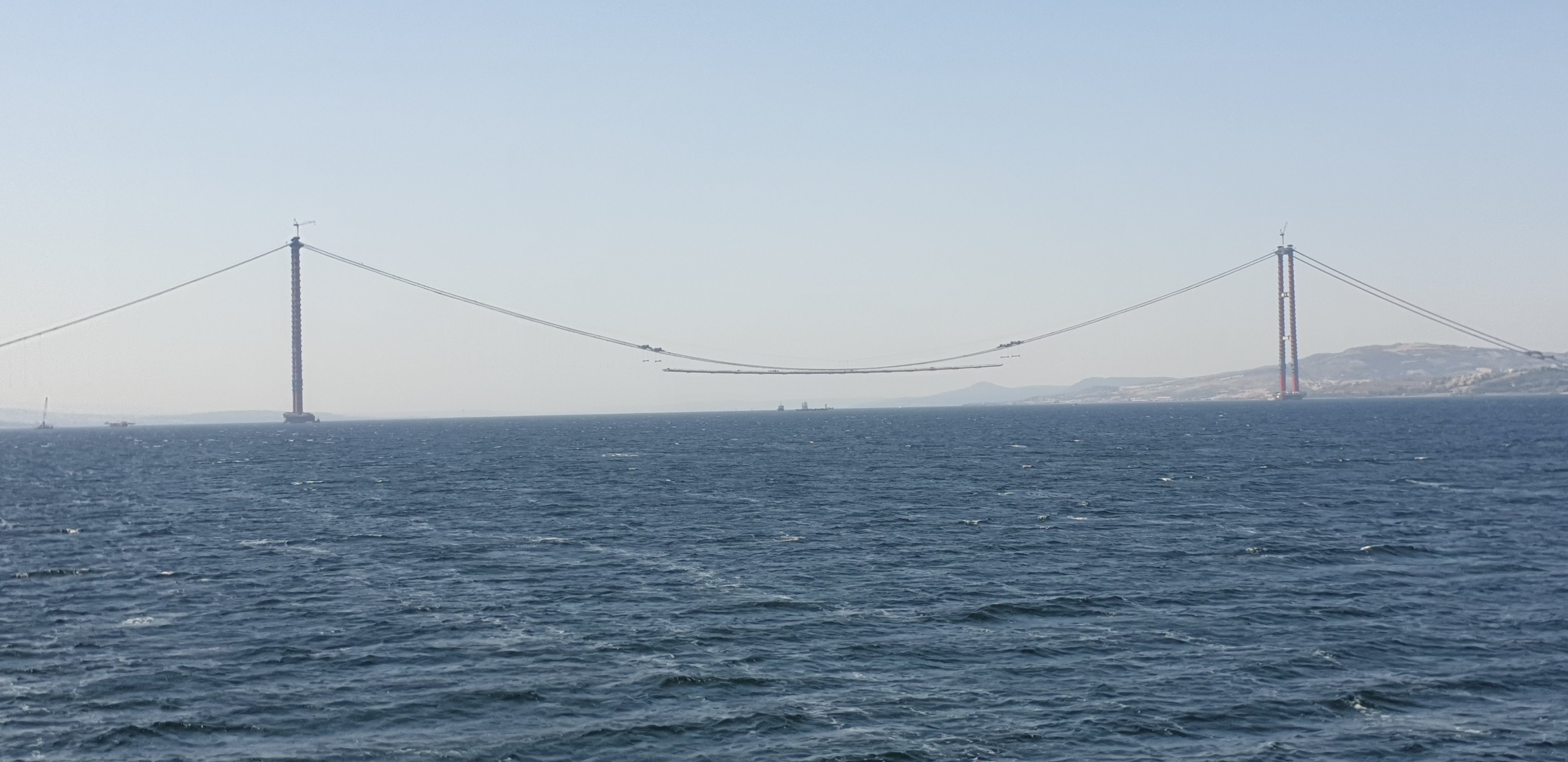
Most Çanakkale 1915 v Turecku, s rozpětím hlavního pole 2023 m, je nejdelším visutým mostem světa

Pokrok v materiálech a navrhování vedl postupně k vývoji nového konstrukčního systému, ve kterém hlavní nosná lana visí mezi dvěma pylony (věžemi) a na nich jsou zavěšena vertikální lana, která nesou mostovku. Tento systém dovoluje, aby byla mostovka vodorovná, případně mírně vypouklá (nadvýšená) pro zvýšení světlé výšky mostu. Takové uspořádání umožňuje snadné převedení kolové dopravy, především automobilů a lehkých vlakových vozů, např. lehkého metra (pro klasickou železnici se tento typ mostů z různých důvodů téměř nepoužívá).